# Porta Valbona (Urbino)

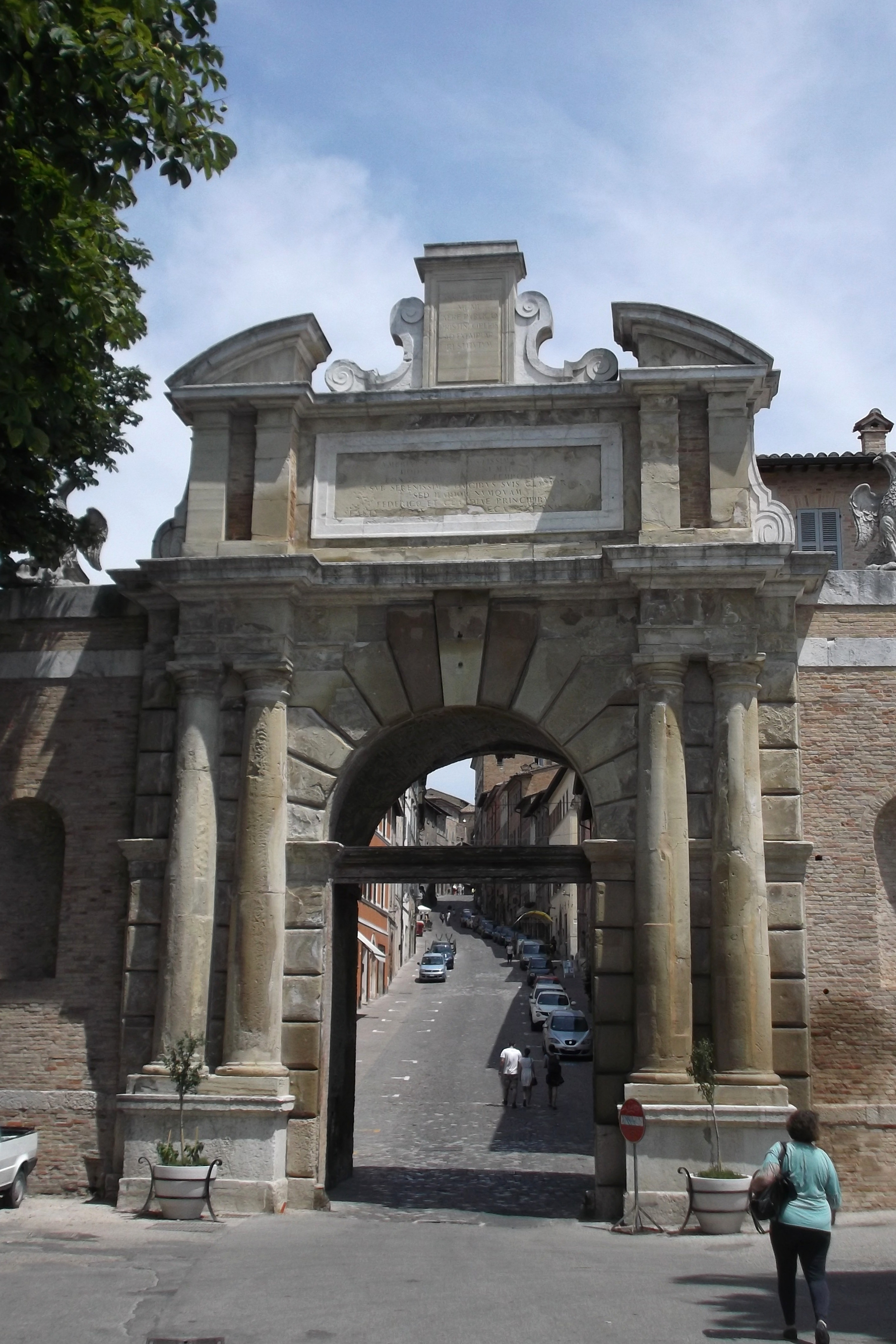
Brama Valbona od strony piazza del Mercatale

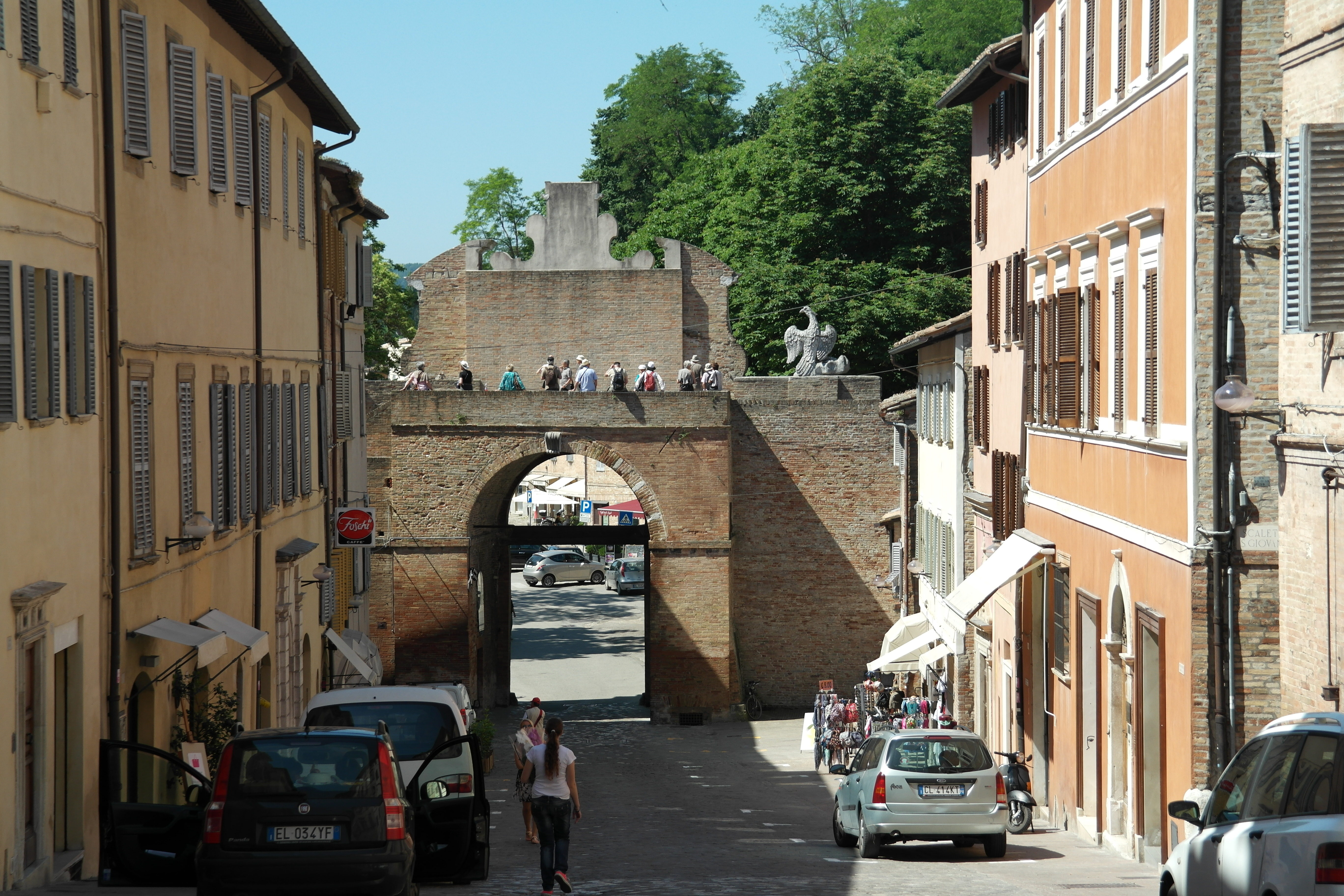
Brama Valbona od strony miasta

Porta Valbona – najważniejsza z dawnych bram miejskich w Urbino we Włoszech. Na zewnątrz otwiera się na Piazza del Mercatale. O jej znaczeniu decyduje fakt, że wchodzi się przez nią na Via Mazzini, główną ulicę miasta, wiodącą wprost do jego historycznego centrum.
Powstała w drugiej połowie XV w., kiedy z rozkazu księcia Urbino, Federico III da Montefeltro, zbudowano nowe mury miejskie. Do obecnej postaci została przebudowana w 1621 roku w ramach przygotowań do powitania nowożeńców, Federica Ubaldo della Rovere i Claudii de' Medici, o czym świadczy do dziś okolicznościowa inskrypcja umieszczona powyżej gzymsu: Urbinum romanorum antiquissimum municipum / Umbriae olim vetustissima civitas / Modo inter piceni maiores / Longe tamen hisce temporibus / Sub serenissimus ducibus suis clarior / Sed ilarior numquam / Federico et Claudiae principibus / Fastum et foecundum praecatur coniugium. Ponadto na cokole pośrodku przełamanego frontonu umieszczono wówczas posąg, przedstawiający alegorię Sławy, który zaginął po XVIII wieku, podobnie jak dwa posągi w bocznych niszach, które miały przedstawiać Umbro Suasso (mitycznego założyciela miasta) i Federica da Montefeltro, które również nie dotrwały do naszych czasów. Na początku XVIII wieku urodzony w Urbino papież Klemens XI chciał zmodernizować obiekt, zlecając interwencję architektowi Carlo Fontanie, ale ostatecznie dodano tylko dwa orły, umieszczone po bokach bramy, wykonane przez Giovana Francesco Buonamiciego.
Bramę odrestaurowano z okazji jubileuszu 1950 roku, o czym świadczy napis umieszczony na jej szczycie, pośrodku przełamanego frontonu. Podczas prac wykopaliskowych, prowadzonych w 1986 r., wydobyto na światło dzienne pozostałości pierwszej bramy, wybudowanej w czasach Federico III da Montefeltro.
Przed bramą, na Piazza Mercatale, znajduje się duży parking publiczny oraz przystanki miejskiej i regionalnej komunikacji autobusowej.